# Cibulový princip
Cibulový princip je způsob oblékání, při němž kombinujeme podle určitých pravidel oblečení z různých materiálů. Princip se využívá ve sportovních a outdoorových aktivitách i v pracovních činnostech, zvláště tam, kde se člověk často a střídavě potí a současně se potřebuje chránit před chladem nebo deštěm.
Základní vrstva především odvádí pot od pokožky.
- Tzv. funkční prádlo z polyesterových vláken (mikrovláken) nebo vlny

Střední vrstva poskytuje tepelnou izolaci. 
- Roláky a mikiny z fleece (polyethylentereftalátu), polyesteru, vlny, bavlny

Svrchní vrstva chrání před větrem a deštěm. 
- Pláštěnky, bundy a kalhoty s paropropustnou membránou (goretex), softshellové bundy

Vrstvení sportovního oblečení je způsob oblékání oblečení do více vrstev, které rozlišujeme podle nároků, jaké jsou na příslušné vrstvy oblečení kladeny, aby tělo uživatele bylo dostatečně dobře chráněno před nežádoucími jevy, jako je nadměrné pocení či nedostatek tepla. Chrání uživatele také před vnějšími vlivy, mezi které patří déšť, sníh a vítr. Zároveň nám poskytuje i ochranné vlastnosti před odřením a jinému mechanickému poškození těla. Mluvíme-li o vrstvení oblečení hovoříme o oblečení rozděleném do tří odlišných vrstev: spodní, střední a svrchní vrstvy.
Základní (spodní) vrstva
Spodní vrstva oblečení je v přímém kontaktu s kůží a měla by sloužit k poskytování co největšího komfortu. Tato vrstva se také označuje za vrstvu transportní. Pot nejprve absorbuje a následně odvádí od povrchu těla pryč v podobě páry, případně do další vrstvy oblečení. Zpravidla se jedná o lehká syntetická vlákna vyráběná na bázi polyesteru nebo polypropylenu. Tato vlákna dokáží velmi dobře izolovat a zároveň odsávat kapalnou vlhkost s minimální nasákavostí. Nejmodernější specificky tvarovaná syntetická mikrovlákna umožňují kapalnou vlhkost odsávat do další vrstvy ještě rychleji. Uživatel opatřený takovýmto materiálem se cítí v teple a suchu a je chráněn před nežádoucím ochlazování a naopak i přílišnému přehřívání[zdroj⁠?!] při náročnější fyzické aktivitě. Do této vrstvy oblečení se řadí speciální funkční termo prádlo a ponožky. Oblečení první vrstvy je vyráběno z polyesterových vláken (mikrovláken) nebo vlny.
Střední (izolační) vrstva
Izolační vrstva plní roli termoizolační. Jinými slovy odvádí vlhkost dále od těla (z první vrstvy oblečení) a odvádí nadměrně teplo ve formě páry dál do další vrstvy oblečení. K tomuto jevu dochází pomocí speciální vazby a použitým vláknům. V textilii pak dochází k obsažení vzduchu, který plní izolační funkci a zadržuje tělesné teplo. Do střední vrstvy se řadí roláky a mikiny vyrobené z flísu (polyethylentereftalátu), polyesteru, vlny a bavlny.
Svrchní (ochranná) vrstva
Ochranná vrstva poskytuje ochranu před vnějšími vlivy - větrem, deštěm, sněhem a v neposlední řadě i proti menšímu mechanickému poškození. Je důležité, aby takovéto oblečení mělo potřebnou nepromokavost, dostatečnou prodyšnost a zaručovalo odvod vlhkosti pryč do ovzduší. Do svrchní (ochranné) vrstvy oblečení patří různé pláštěnky, bundy a kalhoty s paropropustnou membránou nebo softshellové bundy.